# Jacques Van Caelenberghe
Jacques Van Caelenberghe, est un footballeur belge né le 2 octobre 1910 et mort le 16 octobre 1986 à Molenbeek-Saint-Jean.

## Biographie
Évoluant comme attaquant à l'Union Saint-Gilloise, il remporte trois fois consécutivement le Championnat de Belgique, en 1933, 1934 et 1935. Il a inscrit 114 buts en 260 matches de championnat.
Il a joué quatre fois avec les Diables Rouges en 1935 et 1936, marquant un but pour la Belgique.
Il joue après la Seconde Guerre mondiale au CS Genval.

## Palmarès
- International belge en 1935 et 1936 (4 sélections et 1 but)
- Champion de Belgique en 1933, 1934 et 1935